# Propoziție circumstanțială
O propoziție circumstanțială este un tip de propoziție subordonată care reprezintă expandarea la nivel de propoziție complexă - frază - a unui complement circumstanțial de același tip.

## Clasificare
- Propoziție circumstanțială de loc
- Propoziție circumstanțială de timp
- Propoziție circumstanțială de cauză
- Propoziție circumstanțială de scop
- Propoziție circumstanțială de mod
- Propoziție circumstanțială consecutivă
- Propoziție circumstanțială condițională
- Propoziție circumstanțială concesivă
- Propoziție circumstanțială de modalitate
- Propoziția circumstanțială de excepție
- Propoziția  circumstanțială de relație
- Propoziția circumstanțială de sociativitate
- Propoziția circumstanțială de opoziție